# Zamek w Brodach

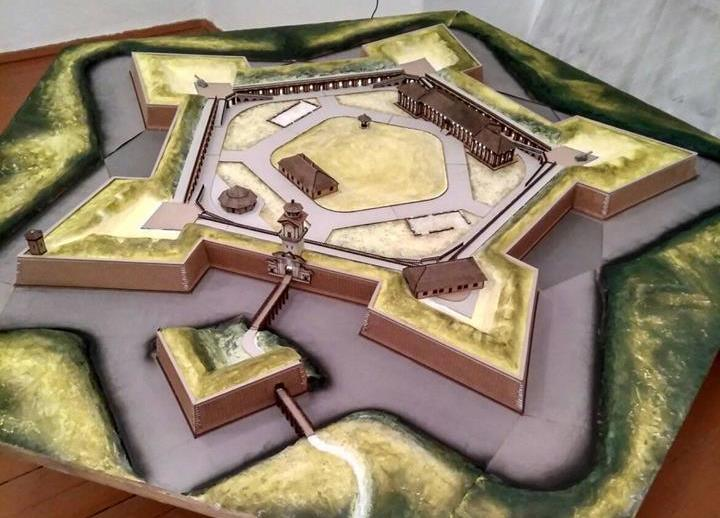
Cytadela bastionowa w Brodach

Zamek w Brodach – ruiny zamku z XVII wieku, właściwie barokowej twierdzy bastionowej typu nowowłoskiego (palazzo in fortezza) Stanisława Koniecpolskiego, obecnie położone w mieście Brody na Ukrainie.

## Historia
W 1584 roku lokował tu miasto Stanisław Żółkiewski, wojewoda ruski pod nazwą Lubicze (Lubicz). W tym okresie wzniesiono tu pierwszy zamek na bagnistym terenie. W 1595 miasto zmieniło nazwę na Brody. W 1629 miasto stało się własnością Stanisława Koniecpolskiego, hetmana wielkiego koronnego. W latach 1630–1635 z jego polecenia wzniesiono tu cytadelę i fortyfikacje miasta, a przy pracach projektowych prawdopodobnie brali udział Guillaume le Vasseur de Beauplan i Andrzej dell’Aqua. W 1633 roku król Władysław IV wydał zgodę już ex post na budowę twierdzy. W dniu 11 marca 1646 roku na zamku zmarł hetman Stanisław Koniecpolski.
W 1648 roku podczas Powstania Chmielnickiego forteca odparła szturm zbuntowanych Kozaków. W kolejnych latach wojska tureckie w roku 1672 i tatarskie w 1675 nie podejmowały nawet prób jej zdobycia. Wnuk Koniecpolskiego zapisał twierdzę Jakubowi Sobieskiemu, a ten w 1704 sprzedał ją Potockim.
W 1715 r. właścicielem zamku w Brodach został Józef Potocki, a po jego śmierci w 1751 r. zamek objął w posiadanie Stanisław Potocki (1698 –1760).

## Pałac
Forteca zdewastowana przez wojska rosyjskie i saskie straciła swoje znaczenie obronne i w połowie XVIII wieku została przez Stanisława Potockiego przebudowana na późnobarokową rezydencję - przy północnej kurtynie powstał pałac, a od strony miasta wieża z zegarem. W 1755 w pałacu miało miejsce wesele córki Potockiego, Teofili, która wyszła za mąż za Fryderyka Moszyńskiego.
W 1772 Brody po I rozbiorze Polski znalazły się w zaborze austriackim. Po 1809 z polecenia władz austriackich Wincenty Potocki nakazał rozbiórkę umocnień cytadeli od strony miasta. W 1833 nowym właścicielem został Jan Kazimierz Młodecki (zm. 1854), w którego rodzinie pałac pozostał aż do 1939. Po zniszczeniach w latach 1915 i 1920 pałac był odbudowywany, jednak dewastacji dokonało wojsko stacjonujące tu po 1945 r.

## Architektura
Twierdza w Brodach składała się z ufortyfikowanego miasta i bastionowej cytadeli wzniesionej na planie regularnego pięcioboku otoczonej głęboką fosą. Wały usypane zostały z ziemi i oskarpowane murami z cegły i kamienia z kamiennymi detalami architektonicznymi. Cytadela powiązana była osiowo z dziesięciobocznymi, bastionowymi fortyfikacjami miasta.
Brama cytadeli znajdowała się od strony miasta i wiódł do niej zwodzony most i grobla, osłonięte dodatkowo rawelinem wysuniętym przed kurtynę murów. Bastiony o prostych barkach rozwiązano podobnie jak w pałacu Koniecpolskich w Podhorcach. Kazamaty od strony dziedzińca ozdobione były kamiennym detalem, swoją architekturą nawiązują do wzorów włoskich. Pomieszczenia w kazamatach ze sklepieniami krzyżowymi połączone były amfiladowo, w bastionach znalazły się sześcioboczne sale o sklepieniach palmowych opartych na środkowym słupie. W kazamatach znajdowały się kwatery wojska, magazyny i pomieszczenia gospodarcze, dowódca twierdzy mieszkał w drewnianym budynku na dziedzińcu.
W połowie XVIII wieku po przekształceniu cytadeli w barokową rezydencję przy północnej kurtynie powstał pałac Potockich i wieża zegarowa od strony miasta. Pałac dwutraktowy, dwukondygnacyjny, z ryzalitami bocznymi posiadał elewacje frontową i boczne zdobione pilastrami.